# Funktionsrätt Sverige
Funktionsrätt Sverige, tidigare bland annat Handikappförbundens samarbetsorgan (HSO), är en paraplyorganisation för organisationer som samlar människor med funktionsnedsättning och deras anhöriga. Funktionsrätt Sverige har 54 medlemsorganisationer med drygt 400 000 medlemmar. Funktionsrätt Sverige är en intressepolitisk organisation som driver sakpolitik ur ett funktionsrättsperspektiv men är religiöst och partipolitiskt obunden. Som intresseorganisation är förbundets medlemsorganisationernas enade röst gentemot regering, riksdag, regioner och kommuner. 
Funktionsrättrörelsen är en av de stora folkrörelserna i Sverige. Det finns en rad stora och små organisationer som företräder människor med olika funktionsnedsättningar. Förbunden bedriver en omfattande verksamhet med målsättningen att samla och förbättra situationen för sina medlemmar med utgångspunkt i FN:s konvention om rättigheter för personer med funktionsnedsättning.
Alla medlemsförbund i Funktionsrätt Sverige företräder sina egna medlemmar och deras särskilda intressen. De flesta av Sveriges funktionsrättorganisationer har valt att samarbeta kring vissa gemensamma frågor genom Funktionsrätt Sverige. Det kan gälla rätten till likvärdig hälso- och sjukvård, till utbildning och arbete eller att slippa utsättas för diskriminering på grund av funktionsnedsättning.

## Organisation
Funktionsrätt Sverige består av 54 medlemsförbund. Det finns också fristående samarbetsorgan i län och kommuner som har kontakt och utbyute med Funktionsrätt Sverige, utan att vara regelrätta distrikt.
För att vara medlem i paraplyorganisationen krävs att ansökande organisation är ett rikstäckande funktionsrättförbund, samarbetsorgan för mindre funktionsrättsgrupper eller en ungdomsorganisation. Hälften av ledamöterna i en ansökande organisation ska ha en funktionsnedsättning eller närstående med funktionsnedsättning.
Högsta beslutande organ för Funktionsrätt Sverige är kongressen som hålls i mitten av maj vartannat år. Kongressen beslutar om nya medlemmar med 2/3 majoritet. Övriga beslut fattas med enkel majoritet där varje medlemsorganisation har en röst oavsett storleken på organisationen.
Mellan kongressen är årsmöte och Ordförandemöten högsta beslutande organ. Ordförandemöten sker några gånger om året. Funktionsrätt Sveriges styrelse är dess verkställande och beredande organ. Den ansvarar för förvaltning och ekonomi. Högste tjänsteperson är kanslichef Annika Nyström Karlsson.

## Medlemsorganisationer
- Afasiförbundet i Sverige, se afasi
- Astma- och Allergiförbundet, se astma och allergi
- Autism- och Aspergerförbundet, se autism

Barndiabetesfonden
- Blodcancerförbundet, se blodcancer
- Bröstcancerföreningarnas Riksorganisation (BRO), se bröstcancer
- Elöverkänsligas Riksförbund, se elöverkänslighet
- Fibromyalgiförbundet
- Förbundet Blödarsjuka i Sverige (FBIS), se blödarsjuka
- Förbundet Funktionshindrade Med Läs- och Skrivsvårigheter (FMLS), se Dyslexi
- Föräldraföreningen för Dyslektiska barn
- HIV-Sverige, se HIV/AIDS
- Hjärnskadeförbundet-Hjärnkraft, se hjärnskada
- Hjärtebarnsförbundet
- Huvudvärksförbundet
- Mun- och halscancerförbundet (MHCF), se larynxcancer
- Neuroförbundet
- Njurförbundet (RNj)
- Parkinsonförbundet, se parkinsons sjukdom
- Primär Immunbrist Organisationen (PIO), se immunbristsjukdom
- Prostatacancerförbundet, se prostatacancer
- Psoriasisförbundet (PSO), se psoriasis

RBU – Riksförbundet för Rörelsehindrade Barn och Ungdomar
- Reumatikerförbundet, se reumatism
- RG Aktiv rehabilitering
- Riksförbundet Attention, se neuropsykiatriska funktionsnedsättningar
- Riksförbundet Balans
- Riksförbundet Cystisk Fibros (RfCF), se cystisk fibros
- Riksförbundet DHB
- Riksförbundet för ME-patienter
- Obesitas Sverige
- Riksförbundet för stomi- och reservoaropererade (ILCO), se stomi
- Riksföreningen Grunden
- Mag- och tarmförbundet
- Riksförbundet för Social och Mental Hälsa (RSMH), se psykisk hälsa
- Personskadeförbundet RTP
- Riksförbundet FUB, se intellektuell funktionsnedsättning
- Riksförbundet HjärtLung
- Riksförbundet Sällsynta diagnoser
- Schizofreniförbundet, se schizofreni
- Stamningsförbundet, se stamning
- STROKE-Riksförbundet, se stroke
- Svenska Celiakiförbundet (SCF), se celiaki
- Svenska Diabetesförbundet (SD), se diabetes
- Svenska Downföreningen
- Svenska Epilepsiförbundet (SEF), se epilepsi
- Svenska OCD-förbundet Ananke, se tvångssyndrom
- Sveriges Fibromyalgiförbund (SFF), se fibromyalgi
- Svenska Ångestsyndromsällskapet - ÅSS
- Tandhälsoförbundet (TF), se tandvård

## Historik
År 1868 bildades Döfstumsföreningen som den första handikappföreningen i Sverige. Drygt 20 år senare bildades De Blindas Förening 1889. Föreningarna växte med tiden och fick lokalavdelningar över hela landet varför riksorganisationer kom att bildads. De Blindas Förbund bildade riksorganisation 1916 med bibehållet namn men har senare döpt om sig till Synskadades Riksförbund. År 1922 bildade döfstumsföreningarna riksorganisation under namnet Sveriges Dövas Riksförbund.
I maj 1942 bildades ett samarbetsorgan, Partiellt Arbetsföra, som 1962 bytte namn till Handikappförbundens Centralkommitté (HCK) och nya medlemsförbund strömmade till organisationen, däribland Riksförbundet FUB och Riksförbundet för social och mental hälsa (RSMH).
År 1972 antog HCK:s rikskonferens principprogrammet Ett samhälle för alla.
År 1993 bytte Handikappförbundens Centralkommitté namn till Handikappförbundens samarbetsorgan.
Den 18 maj 2017 bytte förbundet namn till Funktionsrätt Sverige och lanserade därmed ett nytt ord ur ett rättighetsperspektiv; funktionsrätt.

## Namnbyten
- 1942 Samarbetskommittén för Partiellt Arbetsföra (Sampas)
- 1949 Rikskommittén för Partiellt Arbetsföra
- 1962 Handikapporganisationernas Centralkommitté (HCK)
- 1972 Handikappförbundens Centralkommitté (HCK)
- 1993 Handikappförbundens samarbetsorgan (HSO)
- 2017 Funktionsrätt Sverige

## Ordförande
Nicklas Mårtensson valdes till ordförande för Funktionsrätt Sverige den 11 maj 2023.
| År        | Namn                | Förbund                                                     |
| --------- | ------------------- | ----------------------------------------------------------- |
| 1942–1946 | Erik Frithiof       | De lungsjukas riksförbund                                   |
| 1946–1950 | Olov Nilsson        | De vanföras väl                                             |
| 1950–1958 | Charles Hedkvist    | De blindas förening                                         |
| 1958–1962 | Olov Nilsson        | De vanföras väl                                             |
| 1962–1963 | Sven F. Bengtsson   | Riksförbundet för hjärt- och lungsjuka                      |
| 1963–1974 | Richard Sterner     | Riksförbundet för utvecklingsstörda barn                    |
| 1974–1977 | Hans Gedin          | Synskadades riksförbund                                     |
| 1977–1985 | Bengt Lindqvist     | Synskadades riksförbund                                     |
| 1985–1989 | Barbro Carlsson     | Riksförbundet för trafik- och polioskadade                  |
| 1989–1991 | Lars Östman         | Riksförbundet för hjärt- och lungsjuka                      |
| 1991–1997 | Margareta Persson   | Neurologiskt handikappades riksförbund                      |
| 1997–1999 | Lars Lööw           | Riksförbundet för utvecklingsstörda barn ungdomar och vuxna |
| 1999–2005 | Berndt Nilsson      | Riksförbundet för hjärt- och lungsjuka                      |
| 2005–2009 | Ingemar Färm        | Riksförbundet mag- och tarmsjuka                            |
| 2009–2015 | Ingrid Burman       | Reumatikerförbundet                                         |
| 2015–2017 | Stig Nyman          | Storstockholms Diabetesförening                             |
| 2017–2018 | Lars Ohly           | Riksförbundet för Social och Mental Hälsa                   |
| 2018–2023 | Elisabeth Wallenius | Sällsynta diagnoser                                         |
| 2023–     | Nicklas Mårtensson  | Autism Sverige                                              |